# Österreichische Fußballmeisterschaft 1936/37
Die Österreichische Fußballmeisterschaft 1936/37 wurde vom  Wiener Fußball-Verband ausgerichtet und von dessen Mitgliedern bestritten, beziehungsweise im Laufe der Saison dem Nationalliga-Komitee übergeben. Als Unterbau zur I. Liga diente die zweigleisig geführte II. Liga. Diese Ligen waren nur für professionelle Fußballvereine zugänglich. Zudem wurden von weiteren Bundeslandverbänden Landesmeisterschaften in unterschiedlichen Modi auf Amateur-Basis ausgerichtet. Die jeweiligen Amateur-Landesmeister spielten anschließend bei der Amateurmeisterschaft ebenfalls einen Meister aus.

## I. Liga

### Allgemeines
Die Meisterschaft in der I. Liga wurde mit 12 Mannschaften bestritten, die während des gesamten Spieljahres je zwei Mal aufeinander trafen. Österreichischer Fußballmeister wurde die Admira, die ihren sechsten Meistertitel gewann und sich so für den Mitropapokal 1937 qualifizierte. Teilnahmeberechtigt war weiters der ÖFB-Cupsieger Vienna sowie die Austria als Zweiter der Meisterschaft. Da die Nationalliga-Reform einen Weg zur Zehnerliga vorsah, mussten die drei Tabellenletzten den Gang in die II. Liga (1937/38 I. Liga) antreten.

### Abschlusstabelle
| Pl. | Verein               | Sp. | S  | U | N  | Tore    | Diff. | Punkte |
| --- | -------------------- | --- | -- | - | -- | ------- | ----- | ------ |
| 1.  | SK Admira Wien       | 22  | 14 | 7 | 1  | 000:200 | −20   | 35     |
| 2.  | FK Austria Wien      | 22  | 16 | 3 | 3  | 056:220 | +34   | 35     |
| 3.  | First Vienna FC 1894 | 22  | 12 | 6 | 4  | 046:260 | +20   | 30     |
| 4.  | SC Wacker Wien       | 22  | 11 | 2 | 9  | 046:410 | +5    | 24     |
| 5.  | SK Rapid Wien        | 22  | 7  | 7 | 8  | 051:400 | +11   | 21     |
| 6.  | Floridsdorfer AC     | 22  | 9  | 3 | 10 | 043:500 | −7    | 21     |
| 7.  | Wiener Sport-Club    | 22  | 8  | 5 | 9  | 031:390 | −8    | 21     |
| 8.  | Favoritner AC        | 22  | 10 | 1 | 11 | 029:560 | −27   | 21     |
| 9.  | FC Wien              | 22  | 7  | 6 | 9  | 029:400 | −11   | 20     |
| 10. | SC Libertas Wien     | 22  | 4  | 7 | 11 | 032:460 | −14   | 15     |
| 11. | Post SV Wien         | 22  | 5  | 5 | 12 | 025:440 | −19   | 15     |
| 12. | SC Hakoah Wien       | 22  | 1  | 4 | 17 | 019:600 | −41   | 06     |

### Torschützenliste
| Pl. | Tore    | Spieler           | Verein          |
| --- | ------- | ----------------- | --------------- |
| 1   | 29 Tore | Franz Binder      | SK Rapid Wien   |
| 2.  | 19 Tore | Wilhelm Hahnemann | SK Admira Wien  |
| 3.  | 18 Tore | Karl Stoiber      | SK Admira Wien  |
| 4.  | 13 Tore | Adolf Vogl        | SK Admira Wien  |
|     |         | Matthias Sindelar | FK Austria Wien |

siehe auch Die besten Torschützen

### Die Meistermannschaft der Wiener Admira
Peter Platzer, Emil Buchberger – Anton Schall, Otto Marischka; Johann Urbanek, Josef Drapella, Ludwig Opl, Siegfried Joksch, Franz Hartl, Johann Weiß; Leopold Vogl, Wilhelm Hahnemann, Karl Stoiber, Josef Bican, Friedrich Klacl, Adolf Vogl, Fritz Herdin, Kaulich – Trainer: Viktor Hierländer

### Relegation
Da sich in dieser Saison erstmals mit dem SK Sturm Graz ein Provinzverein zur Profimeisterschaft meldete, erhöhte sich die Anzahl der Teilnehmer an der Relegation von zwei auf drei. Diese Tatsache war gewünscht, denn das Nationalliga-Komitée unter Leo Schidrowitz sollte den Amateur-Bundesländervereinen die Profimeisterschaft schmackhaft machen.
| Pl. | Verein            | Sp. | S | U | N | Tore    | Diff. | Punkte |
| --- | ----------------- | --- | - | - | - | ------- | ----- | ------ |
| 1.  | 1. Simmeringer SC | 4   | 4 | 0 | 0 | 012:600 | +6    | 08     |
| 2.  | SPC Helfort Wien  | 4   | 1 | 0 | 3 | 011:120 | −1    | 02     |
| 3.  | SK Sturm Graz     | 4   | 1 | 0 | 3 | 010:150 | −5    | 02     |

## II. Liga

### Allgemeines
In der II. Liga war eine Liga Nord und in eine Liga Süd aufgestaffelt, in denen je 14 Mannschaften, die während des gesamten Spieljahres je zweimal aufeinander trafen, um den Aufstieg für die im nächsten Jahr umbenannten Nationalliga spielten. Die beiden Tabellenersten SPC Helfort (Nord) und 1. Simmeringer SC (Süd) spielten anschließend in der Relegation um den Aufstieg in die Nationalliga. Aus der Einführung der eingleisigen I. Liga als zweite Spielstufe in der darauf folgenden Saison resultierte die hohe Anzahl der Absteiger.

### II. Liga Nord
Abschlusstabelle
| Pl. | Verein              | Sp. | S  | U | N  | Tore    | Diff. | Punkte |
| --- | ------------------- | --- | -- | - | -- | ------- | ----- | ------ |
| 1.  | SPC Helfort Wien    | 26  | 20 | 3 | 3  | 085:260 | +59   | 43     |
| 2.  | SC Red Star Wien    | 26  | 17 | 3 | 6  | 064:280 | +36   | 37     |
| 3.  | ASK Schwechat       | 26  | 12 | 9 | 5  | 059:370 | +22   | 33     |
| 4.  | Heeres SV Wien      | 26  | 12 | 7 | 7  | 046:310 | +15   | 31     |
| 5.  | SV Straßenbahn Wien | 26  | 11 | 9 | 6  | 047:340 | +13   | 31     |
| 6.  | Schwarz-Rot Wien    | 26  | 13 | 5 | 8  | 058:450 | +13   | 31     |
| 7.  | SC Weiße Elf Wien   | 26  | 11 | 9 | 6  | 043:390 | +4    | 31     |
| 8.  | Polizei SV Wien     | 26  | 10 | 6 | 10 | 055:550 | ±0    | 26     |
| 9.  | SC Kores Wien       | 26  | 8  | 6 | 12 | 041:520 | −11   | 22     |
| 10. | Leopoldstädter FC   | 26  | 9  | 2 | 15 | 054:690 | −15   | 20     |
| 11. | Nußdorfer AC        | 26  | 6  | 6 | 14 | 044:650 | −21   | 18     |
| 12. | HAC-Nordstern       | 26  | 6  | 5 | 15 | 036:610 | −25   | 17     |
| 13. | SKV Feuerwehr Wien  | 26  | 4  | 5 | 17 | 027:750 | −48   | 13     |
| 14. | GB Merkur Wien      | 26  | 2  | 7 | 17 | 035:670 | −32   | 11     |

### II. Liga Süd
Abschlusstabelle
| Pl. | Verein                       | Sp. | S  | U | N  | Tore    | Diff. | Punkte |
| --- | ---------------------------- | --- | -- | - | -- | ------- | ----- | ------ |
| 1.  | 1. Simmeringer SC            | 26  | 20 | 4 | 2  | 081:340 | +47   | 44     |
| 2.  | SC Austro-Fiat Wien          | 26  | 17 | 5 | 4  | 078:280 | +50   | 39     |
| 3.  | SC Herrmann Wien             | 26  | 15 | 4 | 7  | 072:450 | +27   | 49     |
| 4.  | 1. Favoritner FC Vorwärts 06 | 26  | 13 | 5 | 8  | 060:440 | +16   | 31     |
| 5.  | SC Del-Ka Wien               | 26  | 11 | 8 | 7  | 052:400 | +12   | 30     |
| 6.  | SC Vacuum Wien               | 26  | 12 | 5 | 9  | 050:450 | +5    | 29     |
| 7.  | Brigittenauer Amateur SK     | 26  | 12 | 3 | 11 | 057:490 | +8    | 27     |
| 8.  | SC Metallum Wien             | 26  | 11 | 5 | 10 | 058:620 | −4    | 27     |
| 9.  | Landstraßer Amateure         | 26  | 8  | 9 | 9  | 065:560 | +9    | 25     |
| 10. | ESV Ostbahn XI               | 26  | 7  | 9 | 10 | 051:690 | −18   | 23     |
| 11. | Brigittenauer AK             | 26  | 9  | 2 | 15 | 045:510 | −6    | 20     |
| 12. | SC Rapid Oberlaa             | 26  | 7  | 6 | 13 | 036:630 | −27   | 20     |
| 13. | SC Germania Schwechat        | 26  | 4  | 2 | 20 | 041:860 | −45   | 10     |
| 14. | AFK Bohemians Wien           | 26  | 2  | 1 | 23 | 027:101 | −74   | 05     |

## Damenfußballmeisterschaft
In der Saison 1936/37 wurde zum zweiten Mal in der Geschichte des österreichischen Fußballs eine Damenfußballmeisterschaft ausgetragen, die von der Österreichischen Damenfußball-Union ausgerichtet wurde. Wie im Vorjahr gewann der DFC Austria Wien.

## Amateurmeisterschaft

### Spielergebnisse
| Vorrunde            | Vorrunde | Vorrunde                       | Vorrunde | Vorrunde  |
| ------------------- | -------- | ------------------------------ | -------- | --------- |
| WSV Donawitz        | 3:3      | 1. Wiener Neustädter SC        | 2:1      | 1:2 n. V. |
| Viertelfinale       |          |                                |          |           |
| Post SV Wien        | 3:1      | 1. Wiener Neustädter SC        | 3:0      | 0:1       |
| Klagenfurter AC     | 10:10    | SC Hutter & Schrantz Pinkafeld | 5:0      | 5:1       |
| SC Austria Lustenau | 2:3      | Salzburger AK 1914             | 1:1      | 1:2       |
| SV Urfahr           | 3:5      | Innsbrucker AC                 | 2:2      | 1:3       |
| Halbfinale          |          |                                |          |           |
| Innsbrucker AC      | 3:6      | Salzburger AK 1914             | 1:4      | 2:2       |
| Post SV Wien        | 7:6      | Klagenfurter AC                | 5:2      | 2:4       |
| Finale              |          |                                |          |           |
| Salzburger AK 1914  | 2:6      | Post SV Wien                   | 0:4      | 2:2       |

### Finaldaten
Hinspiel
| Salzburger AK 1914 – Post SV Wien 0:4 | Salzburger AK 1914 – Post SV Wien 0:4 |
| ------------------------------------- | --- |
| Tore                                  | Wien: Josef Gelegs (2), Ludwig Hösch, Jehly |
| SAK                                   | Eduard Kainberger; Josef Purer, Hubert Neuwirth; Walter Summersberger, Ernst Bacher, Wallner; Anton Schaghy, Johann Erlinger, Czech, Karl Kainberger, Reischmann |
| Post                                  | Josef Bugala; Karl Zawadil, Karl Kellner; Anton Cepican, Franz Stropnik, Rudolf Spielauer; Ludwig Hösch, Jehly, Felix Kneissl, Josef Gelegs, Himmelmaier         |

Rückspiel
| Post SV Wien – Salzburger AK 1914 2:2 | Post SV Wien – Salzburger AK 1914 2:2 |
| ------------------------------------- | --- |
| Tore                                  | Wien: Himmelmaier, Felix Kneissl; Salzburg: Czech (2) |
| Post                                  | Leuschner; Leopold Köhler, Karl Kellner; Anton Cepican, Franz Stropnik, Rudolf Spielauer; Karl Zawadil, Jehly, Felix Kneissl, Josef Gelegs, Himmelmaier          |
| SAK                                   | Eduard Kainberger; Josef Purer, Hubert Neuwirth; Walter Summersberger, Ernst Bacher, Wallner; Anton Schaghy, Johann Erlinger, Czech, Karl Kainberger, Reischmann |

## Landesligen

### Niederösterreich
Landesmeister von Niederösterreich wurde der 1. Wiener Neustädter SC.

### Oberösterreich
Abschlusstabelle
| Pl. | Verein            | Sp. | S  | U | N  | Tore    | Diff. | Punkte |
| --- | ----------------- | --- | -- | - | -- | ------- | ----- | ------ |
| 1.  | SV Urfahr Linz    | 16  | 11 | 2 | 3  | 082:480 | +34   | 24     |
| 2.  | SC Hertha Wels    | 16  | 10 | 3 | 3  | 050:320 | +18   | 23     |
| 3.  | SK Amateure Steyr | 16  | 10 | 2 | 4  | 053:330 | +20   | 22     |
| 4.  | Linzer ASK        | 16  | 6  | 4 | 6  | 048:470 | +1    | 16     |
| 5.  | SK Vorwärts Steyr | 16  | 6  | 3 | 7  | 049:450 | +4    | 15     |
| 6.  | Welser SC         | 16  | 6  | 3 | 7  | 034:410 | −7    | 15     |
| 7.  | SV Gmunden        | 16  | 4  | 6 | 6  | 042:560 | −14   | 14     |
| 8.  | SK Admira Linz    | 16  | 6  | 1 | 9  | 034:360 | −2    | 13     |
| 9.  | Germania Linz     | 16  | 1  | 0 | 15 | 022:760 | −54   | 02     |

### Burgenland
Landesmeister des Burgenlands wurde der SC Hutter & Schrantz Pinkafeld.

### Salzburg
Abschlusstabelle
| Pl. | Verein                | Sp. | S | U | N | Tore    | Diff. | Punkte |
| --- | --------------------- | --- | - | - | - | ------- | ----- | ------ |
| 1.  | Salzburger AK 1914    | 10  | 9 | 1 | 0 | 055:110 | +44   | 19     |
| 2.  | SV Austria Salzburg   | 10  | 6 | 2 | 2 | 030:140 | +16   | 14     |
| 3.  | Halleiner AC          | 10  | 4 | 1 | 5 | 027:290 | −2    | 09     |
| 4.  | FC Altstadt Salzburg  | 10  | 3 | 1 | 6 | 017:260 | −9    | 07     |
| 5.  | SV Grün-Weiß Salzburg | 10  | 3 | 1 | 6 | 015:390 | −24   | 07     |
| 6.  | 1. Salzburger SK 1919 | 10  | 2 | 0 | 8 | 016:410 | −25   | 04     |

### Steiermark
Abschlusstabelle
| Pl. | Verein          | Sp. | S  | U | N  | Tore    | Diff. | Punkte |
| --- | --------------- | --- | -- | - | -- | ------- | ----- | ------ |
| 1.  | SK Sturm Graz   | 16  | 13 | 2 | 1  | 075:230 | +52   | 28     |
| 2.  | WSV Donawitz    | 16  | 8  | 6 | 2  | 030:200 | +10   | 22     |
| 3.  | Kapfenberger SC | 16  | 8  | 3 | 5  | 043:290 | +14   | 19     |
| 4.  | Grazer AK       | 16  | 5  | 5 | 6  | 031:310 | ±0    | 15     |
| 5.  | SC Gratkorn     | 16  | 7  | 1 | 8  | 033:360 | −3    | 15     |
| 6.  | Grazer SC       | 16  | 7  | 0 | 9  | 050:410 | +9    | 14     |
| 7.  | SC Südbahn Graz | 16  | 5  | 2 | 9  | 020:490 | −29   | 12     |
| 8.  | SC Austria Graz | 16  | 3  | 5 | 8  | 022:440 | −22   | 11     |
| 9.  | FC Graz         | 16  | 3  | 2 | 11 | 018:490 | −31   | 08     |

### Kärnten
Die Kärntner Landesmeisterschaft wurde von folgenden Vereinen bestritten:
Klagenfurter AC – Sieger
SK Austria Klagenfurt
Villacher SV
SK Weiß-Grün Klagenfurt
SK Rapid Klagenfurt
SV Rot-Weiß Villach

### Tirol
Abschlusstabelle
| Pl. | Verein                                | Sp. | S | U | N  | Tore    | Diff. | Punkte |
| --- | ------------------------------------- | --- | - | - | -- | ------- | ----- | ------ |
| 1.  | Innsbrucker AC                        | 12  | 9 | 3 | 0  | 037:100 | +27   | 21     |
| 2.  | Heeres SV Innsbruck                   | 12  | 9 | 2 | 1  | 051:240 | +27   | 20     |
| 3.  | Innsbrucker SK                        | 12  | 8 | 1 | 3  | 044:140 | +30   | 17     |
| 4.  | SV Hall                               | 12  | 4 | 0 | 8  | 018:320 | −14   | 08     |
| 5.  | FC Veldidena Innsbruck                | 12  | 3 | 2 | 7  | 021:380 | −17   | 08     |
| 6.  | SV Innsbruck                          | 12  | 3 | 1 | 8  | 017:390 | −22   | 07     |
| 7.  | Österreichische Jugendkraft Innsbruck | 12  | 1 | 1 | 10 | 010:410 | −31   | 03     |

### Vorarlberg
Abschlusstabelle
| Pl. | Verein                  | Sp. | S | U | N | Tore    | Diff. | Punkte |
| --- | ----------------------- | --- | - | - | - | ------- | ----- | ------ |
| 1.  | SC Austria Lustenau     | 12  | 7 | 3 | 2 | 025:130 | +12   | 17     |
| 2.  | FC Lustenau 07          | 12  | 7 | 1 | 4 | 033:150 | +18   | 15     |
| 3.  | FC Bregenz              | 12  | 7 | 1 | 4 | 034:230 | +11   | 15     |
| 4.  | FC Dornbirn 1913        | 12  | 6 | 2 | 4 | 029:230 | +6    | 14     |
| 5.  | FC Bludenz              | 12  | 5 | 0 | 7 | 026:290 | −3    | 10     |
| 6.  | Sportklub Dornbirn      | 12  | 3 | 1 | 8 | 022:510 | −29   | 07     |
| 7.  | Garnisons-SpVgg Bregenz | 12  | 3 | 0 | 9 | 023:380 | −15   | 06     |